# Welshite
La welshite è un minerale.